# Calyptromyia barbata
Calyptromyia barbata är en tvåvingeart som beskrevs av Villeneuve 1915. Calyptromyia barbata ingår i släktet Calyptromyia och familjen parasitflugor. Inga underarter finns listade i Catalogue of Life.